# Mascota de los Juegos Paralímpicos
Cada Juego Paralímpico tiene una mascota, generalmente un animal nativo de la zona u ocasionalmente figuras humanas que representan el patrimonio cultural. Hoy en día, la mayor parte de la mercancía dirigida a los jóvenes se centra en las mascotas, más que en la bandera o los logotipos de las organizaciones Paralímpicas.
Noggi y Joggi, las mascotas de los Juegos Paralímpicos de Verano de 1980 en Arnhem, Países Bajos, son posiblemente las primeras mascotas paralímpicas. Pero desde el Komduri en los Juegos Paralímpicos de Verano de 1988 en Seúl, Corea del Sur, las mascotas paralímpicas se han asociado con sus homólogos olímpicos.

## Mascotas de cada uno de los Juegos Paralímpicos

### Verano
| Evento                             | Nombre               | Descripción |
| ---------------------------------- | -------------------- | --- |
| Arnhem 1980                        | Noggi y Joggi        | El par de ardillas |
| Nueva York y Stoke Mandeville 1984 | Dan D. Lion          | un león con uniforme. |
| Seúl 1988                          | Komduri              | una pareja de osos negros asiáticos. |
| Barcelona 1992                     | Petra                | una niña estilizada sin brazos, del mismo creador de Cobi, Javier Mariscal, para los olímpicos de ese mismo año. |
| Atlanta 1996                       | Blaze                | un ave fénix. |
| Sídney 2000                        | Lizzie               | un lagarto de cuello fril, del mismo creador de Olly, Sid y Millie para los olímpicos de ese mismo año. |
| Atenas 2004                        | Proteas              | un caballito de mar, del mismo creador de Athenà y Phèvos para los olímpicos de ese mismo año. |
| Pekín 2008                         | Fu Niu Lele          | un ternero de colores nativo de China, del mismo creador de Fuwa, Han Meilin para los olímpicos de ese mismo año. |
| Londres 2012                       | Wenlock y Mandeville | para las olimpiadas y las paralimpiadas respectivamente. Wenlock es un muñeco de metal con líneas naranjas y Mandeville es también de metal pero con líneas azules y fucsias. Caminan sobre un arcoíris, y según la historia que cuenta el filme "Out of a rainbow" (escrito por Michael Morpurgo) fueron creados por uno de los constructores del estadio olímpico que al jubilarse decide hacerles unos muñecos a sus nietos, la canción está interpretada por Carrie y Tom Fletcher. |
| Río 2016                           | Tom                  | Un animal y un vegetal, para las olimpiadas y las paraolimpiadas respectivamente. Fueron revelados sus nombres el 15 de diciembre de 2014. Vincius es inspirado en Vinicius de Moraes y Tom en Tom Jobim, cantautores de bossa nova en los sesenta y setenta. |
| Tokio 2020                         | Someity              | ella es una figura robótica con estampados de cuadros rosas de emblema oficial y flores de cerezo. Su nombre fue revelado el 22 de julio de 2018. |
| París 2024                         | Phryge Paralímpica   | Es un Gorro frigio que uso Marianne en la época de la revolución francesa, el lleva una prótesis en su pierna. Fue revelado el 14 de noviembre de 2022. |

### Invierno
| Evento              | Nombre             | Descripción |
| ------------------- | ------------------ | --- |
| Albertville 1992    | Alpy               | Una montaña |
| Lillehammer 1994    | Sondre             | Un trol con una pierna amputada. |
| Nagano 1998         | Parabbit           | Un conejo de orejas verde y roja con pantalones azules que se asemejan a un sombrero de mago (igual que en el emblema). |
| Salt Lake City 2002 | Otto               | Una nutria con bufanda roja, guantes azules y máscara de snorkel en la frente, del mismo creador de Powder, Copper y Coal para los olímpicos de ese mismo año. |
| Turín 2006          | Aster              | Un copo de nieve, del mismo creador de Neve y Gliz, Pedro Albuquerque, para los olímpicos de ese mismo año. |
| Vancouver 2010      | Sumi               | Es un pequeño "oso marino", mitad orca y mitad oso Kermode, Quatchi (un sasquatch) y Sumi (un espíritu guardián, mezcla del thunderbird y un oso negro); esta última será la mascota de los Juegos Paralímpicos. Los acompaña Mukmuk, una marmota, pero que no es mascota oficialmente. |
| Sochi 2014          | Luchik y Snezhinka | Luchik, un rayo de luz y Snezhinka, un copo de nieve. |
| Pyeongchang 2018    | Bandabi            | Bandabi es un oso asiático que usa un sombrero con los colores del emblema paralímpico. |
| Pekín 2022          | Shuey Rhon Rhon    | Shuey Rhon Rhon es una linterna de papel chino. |
| Milano-Cortina 2026 | Milo               | Milo lleva el nombre de otra de las sedes afitrionas Milán. El nació sin pierna y es un soñador. Le encanta hacer bromas pesadas y jugar en la nieve, y en su tiempo libre inventa instrumentos musicales. Nada puede frenar su carácter resistente. A pesar de haber nacido sin pata, ha aprendido a caminar usando su cola. La frase que lo representa es: “Los obstáculos son trampolines”. |